# Parow (Kapstadt)
Parow ist ein nördlicher Stadtteil von Kapstadt in der südafrikanischen Provinz Westkap. Der Ort und sein Name gehen auf den Schiffskapitän Johann Heinrich Ferdinand Parow zurück.

## Geografie
2011 hatte der Ort 119.462 Einwohner in 32.195 Haushalten.
Parow besteht aus mehreren Teilgebieten, die Quartiere: Avondale, Beaconvale, Churchill Estate, Clamhall, Connaught, Cravenby, De Duin, De Tijger, Eureka, Fairfield Estate, Florida, Glenlily, Kaapzicht, Kleinbosch, Klipkop, Modderdam, Northgate, Oostersee, Panorama, Parow East, Parow Golf Course, Parow Industrial, Parow North, Parow SP, Parow Valley, Plattekloof, Ravensmead, Sonnendal, Uitsig und Welgelegen.

## Geschichte
1869 strandeten während eines Sturmes 19 Schiffe in der Tafelbucht. Unter den Schiffen war das Schiff Kehrwieder des Kapitäns Johann Heinrich Ferdinand Parow. Parow ließ sich am Kap der Guten Hoffnung nieder und heiratete Johanna Wilhelmina Timmerman, die Tochter einer Familie, die ihm in der Zeit nach dem Schiffbruch half.
Kapitän Parow fuhr eine Zeit lang auf Küstenschiffen zwischen Kapstadt und den übrigen westlichen Küstenstädten Südafrikas. Er handelte darüber hinaus mit Vieh und Grundstücken. Er erkannte die Möglichkeiten, die sich im Gebiet um Tygerberg für den Viehhandel boten und gründete dort 1886 eine Farm mit dem Namen Parow. Johanna Wilhelmina starb 1900, Kapitän Parow selbst starb 1910. Die Ehe war kinderlos.
Eine lokale Ortsverwaltung wurde 1902 in Parow gegründet. 1939 wurde die Ortsverwaltung in eine unabhängige Gemeindeverwaltung überführt. Das Gebiet um Parow wurde 1944 in das Verwaltungsgebiet des Großraums Kapstadt integriert. Zwischen den 1960er und den 1980er Jahren wurde Parow zu einem lokalen Einkaufszentrum. Seit 1983 gibt es hier die Deutsche Schule Kapstadt.
Die Gemeinde Parow wurde 1996 in die City of Tygerberg innerhalb der City of Cape Town Metropolitan Municipality eingemeindet.
Seit 2005 befindet sich das Hauptquartier der südafrikanischen Sektion der Guardian Angels in Parow. Der Fußballklub Ajax Cape Town ist in Parow beheimatet.